# Timo K. Mukka
Timo Kustaa Mukka (Svédország, Bollnäs, 1944. december 17. – Finnország, Rovaniemi, 1973. március 27.) finn író, költő, festő.

## Élete
A svédországi Bollnäs városában született, mivel családját a háború idején kitelepítették, de gyermekkorát már Finnországban töltötte. Művészi hajlamai nagyon korán jelentkeztek. Tehetségesen festett, rajzolt és írt. 11 éves korában elolvasta a Bűn és bűnhődést. 1957-ben súlyos agyhártyagyulladást kapott. Kínzó betegsége és állandó fejfájása miatt öngyilkossággal is próbálkozott.
16 évesen felvételt nyert a Képzőművészeti Akadémiára Helsinkibe, de – bár rendkívül tehetséges volt – tanulmányait nem fejezte be. Állandó depresszió gyötörte, de fáradhatatlanul festett. van Gogh és Gauguin művészete volt rá legnagyobb hatással.
1964-ben jelent meg első regénye a Bűnről dalol a föld (Maa on syntinen laulu). Ekkor még 20 éves sem volt. Később novellákat és verseket is írt. Írói munkássága mindössze hat évre korlátozódott.
Barátja szerint szégyenlős, zárkózott, hallgatag ember volt. Mikor beszélgettek, úgy érezte minden szóért meg kell küzdenie, és állandóan zavarban van. Mint Dosztojevszkij, ő is szenvedélyes szerencsejátékos volt. Elszívott napi 3-4 doboz cigarettát, megivott 30-40 kávét, és éjjelente nem tudott aludni. Egy cikkben azt nyilatkozta „Halálra iszom magam”. 1972-ben szívinfarktust kapott. A finn Hymy magazin, hírhedt cikkében így írt erről: Timo K. Mukka már keresztre van feszítve. 1973-ban a második szívinfarktus végzett vele. Rovaniemiben halt meg 28 éves korában.

## Munkássága
Az 1960-as években külön csoportot alkottak a finn irodalomban az, ún. „vallomásos próza” képviselői. Munkásságukra elsősorban Henry Miller művei hatottak. Ehhez a „spontán elbeszélők” csoportjához sorolható Pentti Saarikoski, Hannu Salama és Pekka Kejonen is, de legeredetibb képviselőjük Mukka volt. Ő haladt legkövetkezetesebben a maga választotta úton.
Az 1964-ben megjelent első, Bűnről dalol a föld (Maa on syntinen laulu) című regényétől kezdve valamennyi Mukka-regényt a balladás hangvételű szenvedélyesség, a tiltott szerelem, a komor, vallásos pátosz és a szorongásos bűntudat témája jellemez. Regényei közül, a Bűnről dalol a föld az egyetlen, ami magyarul is olvasható.
A regény főhőse egy fiatal lány, Martta és családja. A lány szerelmes lesz egy lapp rénszarvastenyésztőbe, akitől hamarosan teherbe esik. Martta apja nem tudja elviselni a szégyent, s a tragikus végkifejlet elkerülhetetlen.
A helyszín a messzi Észak, a lappföldi erdős, mocsaras vidék, ahol a téli éjszaka végtelen, nyomasztó és sötét, ahol nyáron hetekig nem megy le a nap, s növény nem tud megélni. A természetközeli lét arra tanítja az ott élőket, hogy az élet dolgait természetesen fogadják. Természetes számukra a születés, a halál, az evés, az ivás, a szerelem, a szeretkezés, a részegség, a verekedés, tán még a gyilkolás is. De még ezek között a szélsőséges körülmények között is, a bűnt bűnhődésnek kell követnie. A lelkiismeret elől nem lehet elbújni még a messzi északon sem.Érdekes, különös, világ tárul az olvasó elé Mukka regényéből, a Lappföldön élő emberek vad, szenvedélyes világa.
A cselekményt időről időre balladai hangvételű versek szakítják meg.
mikor köd ülte meg

a tó hullámait

a dalos szíve egyszerre megtelt kínnal.

Szép szelíd dalt énekelt egyszer a dalos

régen sírva kavargott az ének a ködben

és kíntól és bánattól remegve

karjára vette őt a föld.

S a gyönyörű föld elrejtette akkor a dalt,

elrejtette mélyen, beteg hantok alá,

a ködben pedig egyre tovább zokog a dal,

patakzik a bűnös ének.

Mikor redőkbe szedi a tó vizét a szél

s millió hullámban zúdítja neki a partnak

hogy aztán visszaereszkedjen a tó mélye felé,

mikor az ősz lápokon megvadult rének

dobognak,

s suták és vad bikák bőgik a szél fülébe

a szerelem énekét,

akkor zúdul feléd az én dalom, kedvesem,

mint sziporkázó hullám;

s a föld: a kedvesem

remegő szívvel

Későbbi könyveinek témái némiképp változtak – Innen valahonnan (Täältä jostakin) című regényében például egy katona idegösszeomlásának történetét írja meg -, de valamennyiben jelen van a sötét északfinn háttér, melyen élesen rajzolódnak ki a vad szenvedélyek és a kétségbeesett tettek.
A finn filmrendező Rauni Mollberg, Mukka két regényét is megfilmesítette. 1973-ban készült el a Maa on syntinen laulu és 1980-ban a Milka című (a Tabu alapján) filmje. Mindkettőt bemutatták Magyarországon is.

## Főbb művei
- Maa on syntinen laulu (regény, 1964) 
  - Bűnről dalol a Föld; ford. Jávorszky Béla; Magvető, Budapest, 1981 (Rakéta Regénytár)
- Täältä jostakin (regény, 1965)
- Tabu (kisregények, 1965)
- Laulu Sipirjan lapsista (regény, 1966)
- Punaista (versgyűjtemény, 1966.)
- Koiran kuolema (novellagyűjtemény, 1967)
- Ja kesän heinä kuolee (regény, 1968)
- Lumen pelko (novellagyűjtemény, 1970)
- Kyyhky ja unikko (regény, 1970)

## Megfilmesített művei
- Bűnös dal a Föld[1] (Maa on syntinen laulu 1973. r.: Rauni Mollberg)
- Tabu (Milka 1980. r.: Rauni Mollberg)

## Díjak, elismerések
- Állami irodalmi díj (1966)
- Írói ösztöndíj (egyéves 1968; ötéves 1972)